# QTX-Format
Das QTX-Format ist ein offenes Standardprotokoll für den Austausch von Farbinformationen zwischen Datacolor-Produkten. QTX ist ein reines Textformat auf ASCII-Basis, das aus sich wiederholenden Blöcken von Standards und zugehörigen Batchdatenabschnitten besteht. Sie enthält farbmetrische Informationen wie Spektraldaten und Farbkoordinaten sowie Verwaltungsinformationen zu den Proben wie Standardname, Erstellungsdatum, Saison, Kunde, Lieferant, Stil usw.